# United Arab Emirates Tri-Nation Series 2022/23
Die United Arab Emirates Tri-Nation Series 2022/23 war ein Cricket-Turnier, das in den Vereinigten Arabischen Emiraten im ODI-Cricket ausgetragen wurde und Bestandteil der ICC Cricket World Cup League 2 2019–2023 war. Das Turnier wurde zwischen dem 27. Februar und 6. März ausgetragen. Neben dem Gastgeber nahmen die Nationalmannschaften aus  Papua-Neuguinea und Nepal teil. Beim Turnier konnte sich Nepal durchsetzen.

## Vorgeschichte
Nepal und Papua-Neuguinea spielten zuvor jeweils ein Drei-Nationen-Turnier in Namibia, während die Vereinigten Arabischen Emirate eine Twenty20-Serie gegen Afghanistan bestritten.

## Format
In einer Gruppe spielte jede Mannschaft gegen jede andere zwei Mal. Für einen Sieg gab es zwei, für ein Unentschieden oder No Result einen Punkt.

## Stadion
Als Austragungsort wurde das folgende Stadion ausgewählt.
| Stadion                             | Stadt | Kapazität | Spiele        |
| ----------------------------------- | ----- | --------- | ------------- |
| Dubai International Cricket Stadium | Dubai | 25.000    | 1. – 6. Spiel |

## Nachholspiele der achten Runde
Nachdem die achte Runde der ICC Cricket World Cup League 2 im November 2021 vorzeitig auf Grund des Auffindens einer neuen Variante von COVID-19 in Südafrika abgebrochen werden musste, standen noch zwei Begegnungen zwischen Namibia und den Vereinigten Arabischen Emiraten aus.

### Kaderlisten
Die Kader wurden kurz vor dem Turnier bekanntgegeben.
| ODI | ODI | ODI |
| Ver. Arab. Emirate | Namibia |     |
| --- | --- | --- |
| - Chundangapoyil Rizwan (K) - Sabir Ali - Vriitya Aravind (wk) - Rahul Bhatia - Hazrat Bilal - Aayan Afzal Khan - Asif Khan - Zahoor Khan - Karthik Meiyappan - Rohan Mustafa - Alishan Sharafu - Junaid Siddique - Chirag Suri - Muhammad Waseem | - Gerhard Erasmus (K) - Karl Birkenstock - Shaun Fouché - Jan Frylinck - Zane Green (wk) - Joshuan Julius - Jan Nicol Loftie-Eaton - Lo-handre Louwrens (wk) - Tangeni Lungameni - Bernard Scholtz - Ben Shikongo - Ruben Trumpelmann - Michael van Lingen - Pikky Ya France |     |

### Spiele
| 23. Februar Scorecard | Dubai | Namibia 91 (31.1)                                 | – | Ver. Arab. Emirate 95-9 (33) |
|                       |       | Vereinigte Arabische Emirate gewinnt mit 1 Wicket |   |                              |

Die Vereinigten Arabischen Emirate gewann den Münzwurf und entschied sich als Feldmannschaft zu beginnen. Als Spieler des Spiels wurde Aayan Afzal Khan ausgezeichnet.
| 25. Februar Scorecard | Dubai | Ver. Arab. Emirate 166-9 (50) | – | Namibia 167-3 (50) |
|                       |       | Namibia gewinnt mit 7 Wickets |   |                    |

Namibia gewann den Münzwurf und entschied sich als Feldmannschaft zu beginnen. Als Spieler des Spiels wurde Michael van Lingen ausgezeichnet.

## United Arab Emirates Tri-Nation Series 2022/23

### Kaderlisten
Die Kader wurden kurz vor dem Turnier bekanntgegeben.
| ODI | ODI | ODI |
| Ver. Arab. Emirate | Papua-Neuguinea | Nepal |
| --- | --- | --- |
| - Chundangapoyil Rizwan (K) - Sabir Ali - Vriitya Aravind (wk) - Rahul Bhatia - Hazrat Bilal - Aayan Afzal Khan - Asif Khan - Zahoor Khan - Aryan Lakra - Karthik Meiyappan - Rohan Mustafa - Alishan Sharafu - Junaid Siddique - Muhammad Waseem | - Assad Vala (K) - Charles Amini (wk) - Sese Bau - Kiplin Doriga (wk) - Riley Hekure - Hiri Hiri - Semo Kamea - John Kariko - Kabua Morea - Alei Nao - Chad Soper - Gaudi Toka - Tony Ura - Norman Vanua - Hila Vare (wk) | - Rohit Paudel (K) - Dipendra Singh Airee - Kushal Bhurtel - Mousom Dhakal - Pratish GC - Gulshan Jha - Sundeep Jora - Sompal Kami - Karan KC - Sandeep Lamichhane - Gyanendra Malla - Kushal Malla - Lalit Rajbanshi - Bhim Sharki - Aarif Sheikh - Aasif Sheikh (wk) |

### Spiele
Tabelle
| Teams              | Sp. | S | N | NR | P | NRR |
| ------------------ | --- | - | - | -- | - | --- |
| Nepal              | 4   | 3 | 1 | 0  | 6 |     |
| Papua-Neuguinea    | 4   | 2 | 2 | 0  | 4 |     |
| Ver. Arab. Emirate | 4   | 1 | 3 | 0  | 2 |     |

Spiele
| 27. Februar Scorecard | Dubai | Papua-Neuguinea 203-9 (50)  | – | Nepal 207-6 (45.2) |
|                       |       | Nepal gewinnt mit 4 Wickets |   |                    |

Nepal gewann den Münzwurf und entschied sich als Feldmannschaft zu beginnen. Als Spieler des Spiels wurde Kushal Bhurtel ausgezeichnet.
| 28. Februar Scorecard | Dubai | Papua-Neuguinea 262 (49.1)           | – | Ver. Arab. Emirate 131 (34.2) |
|                       |       | Papua-Neuguinea gewinnt mit 131 Runs |   |                               |

Die Vereinigten Arabischen Emirate gewannen den Münzwurf und entschieden sich als Feldmannschaft zu beginnen. Als Spieler des Spiels wurde Chad Soper ausgezeichnet.
| 2. März Scorecard | Dubai | Ver. Arab. Emirate 207-8 (50)                    | – | Nepal 139 (39.5) |
|                   |       | Vereinigte Arabische Emirate gewinnt mit 68 Runs |   |                  |

Nepal gewann den Münzwurf und entschied sich als Feldmannschaft zu beginnen. Als Spieler des Spiels wurde Rohan Mustafa ausgezeichnet.
| 3. März Scorecard | Dubai | Papua-Neuguinea 179 (49.2)  | – | Nepal 182-7 (48) |
|                   |       | Nepal gewinnt mit 3 Wickets |   |                  |

Papua-Neuguinea gewann den Münzwurf und entschied sich als Schlagmannschaft zu beginnen. Als Spieler des Spiels wurde Aasif Sheikh ausgezeichnet.
| 5. März Scorecard | Dubai | Ver. Arab. Emirate 97 (26.2)          | – | Papua-Neuguinea 98-5 (26.5) |
|                   |       | Papua-Neuguinea gewinnt mit 5 Wickets |   |                             |

Papua-Neuguinea gewann den Münzwurf und entschied sich als Feldmannschaft zu beginnen. Als Spieler des Spiels wurde Riley Hekure ausgezeichnet.
| 6. März Scorecard | Dubai | Nepal 229-8 (50)          | – | Ver. Arab. Emirate 187 (45) |
|                   |       | Nepal gewinnt mit 42 Runs |   |                             |

Nepal gewann den Münzwurf und entschied sich als Schlagmannschaft zu beginnen. Als Spieler des Spiels wurde Bhim Sharki ausgezeichnet.